# Kokedama
Kokedama (苔玉, em português, literalmente, "bolas de musgo") é como são chamados os arranjos de plantas aéreas. Trata-se de uma técnica japonesa que fornece uma alternativa para suspender, sem nenhum tipo de jardineira, espécies de plantas que precisam de terra. Ela consiste em envolver as raízes em uma bola compacta de argila e musgo – que pode ser substituído por lascas de sarrafo de madeira ou fibra de coco -, amarrada com fios de barbante. Para molhar, é só borrifar água de acordo com a necessidade e deixar um prato embaixo para que o excesso escorra.

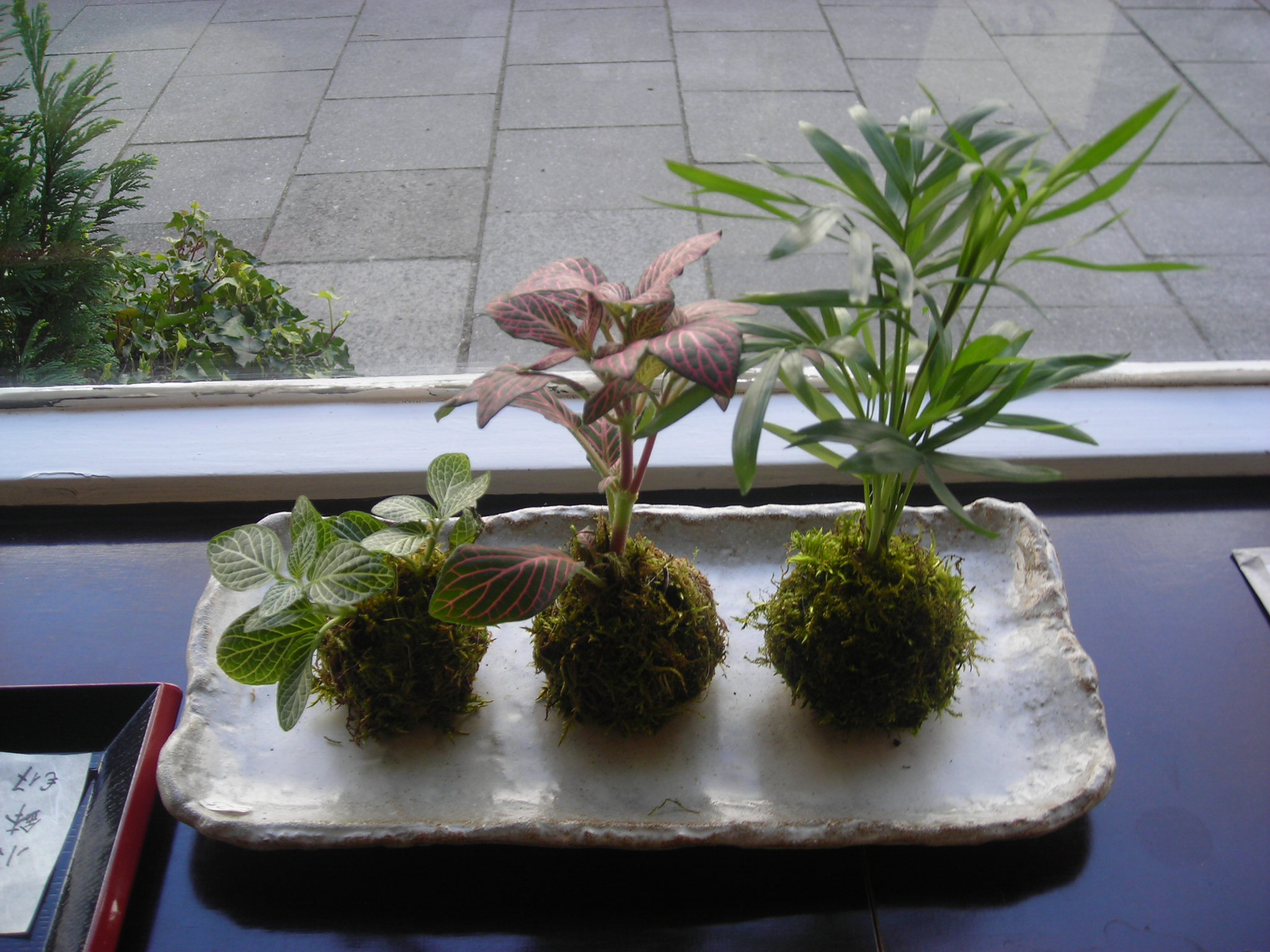

O Koke (musgo) dama (bola), é uma arte contemplativa japonesa fundamentada na técnica ancestral do Bonsai, sendo considerado como o Bonsai dos pobres, visto que os Bonsais propriamente ditos, eram reservados as elites japonesas que possuíam poder aquisitivo para desenvolver a técnica. O grande diferencial do Kokedama está na sua simplicidade, tanto em termos de elaboração como de manutenção.